# Eicomorpha
Eicomorpha là một chi bướm đêm thuộc họ Noctuidae.

## Loài
- Eicomorpha antiqua Staudinger, 1888
- Eicomorpha epipsiloides Bousin, 1970
- Eicomorpha firyuza Ronkay, Varga & Hreblay, 1998
- Eicomorpha koeppeni Alphéraky, 1893
- Eicomorpha kurdistana de Freina & Hacker, 1985